# TPS (синхротрон)

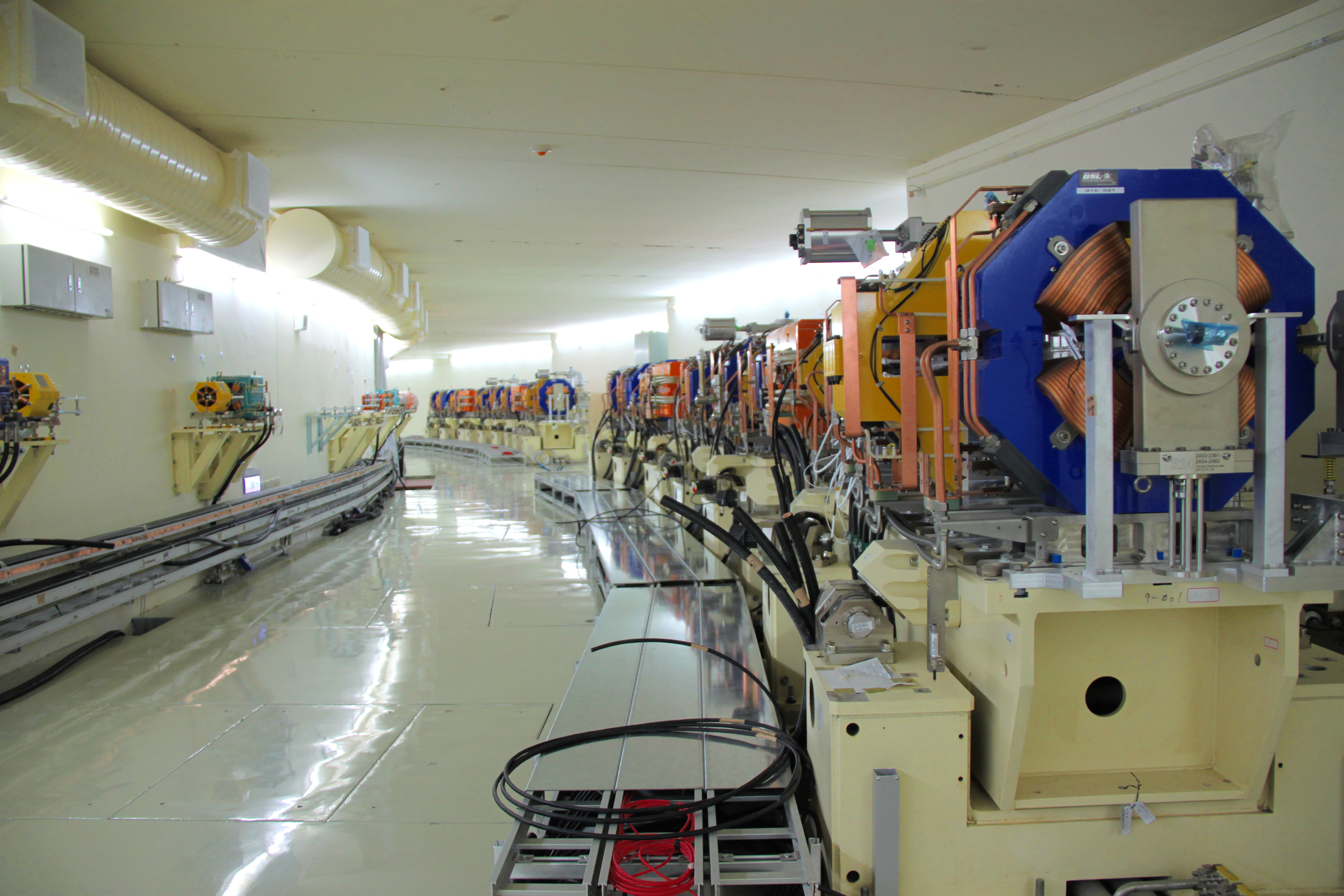
Магнито-вакуумная система синхротрона на этапе сборки в 2013 году. Слева на стене закреплены магнитные элементы бустера

Taiwan Photon Source — ускорительный комплекс, источник синхротронного излучения 3-го поколения, вблизи города Синьчжу, Тайвань. Сооружён и эксплуатируется Национальным исследовательским центром синхротронного излучения (National Synchrotron Radiation Research Center, NSRRC).

## Описание
Основное накопительное кольцо на энергию 3 ГэВ с периметром 518.4 м имеет 7 суперпериодов, основанных на ячейке DBA. Имеется 14 прямолинейных промежутков длиной 7 или 12 м для установки излучающих устройств: ондуляторов с периодом от 22 до 48 мм. Инжекция в режиме Top-Up из бустерного синхротрона на полную энергию периметром 496.8 м, с частотой повторения 3 Гц. Бустер заполняется из линейного ускорителя 150 МэВ.

## История

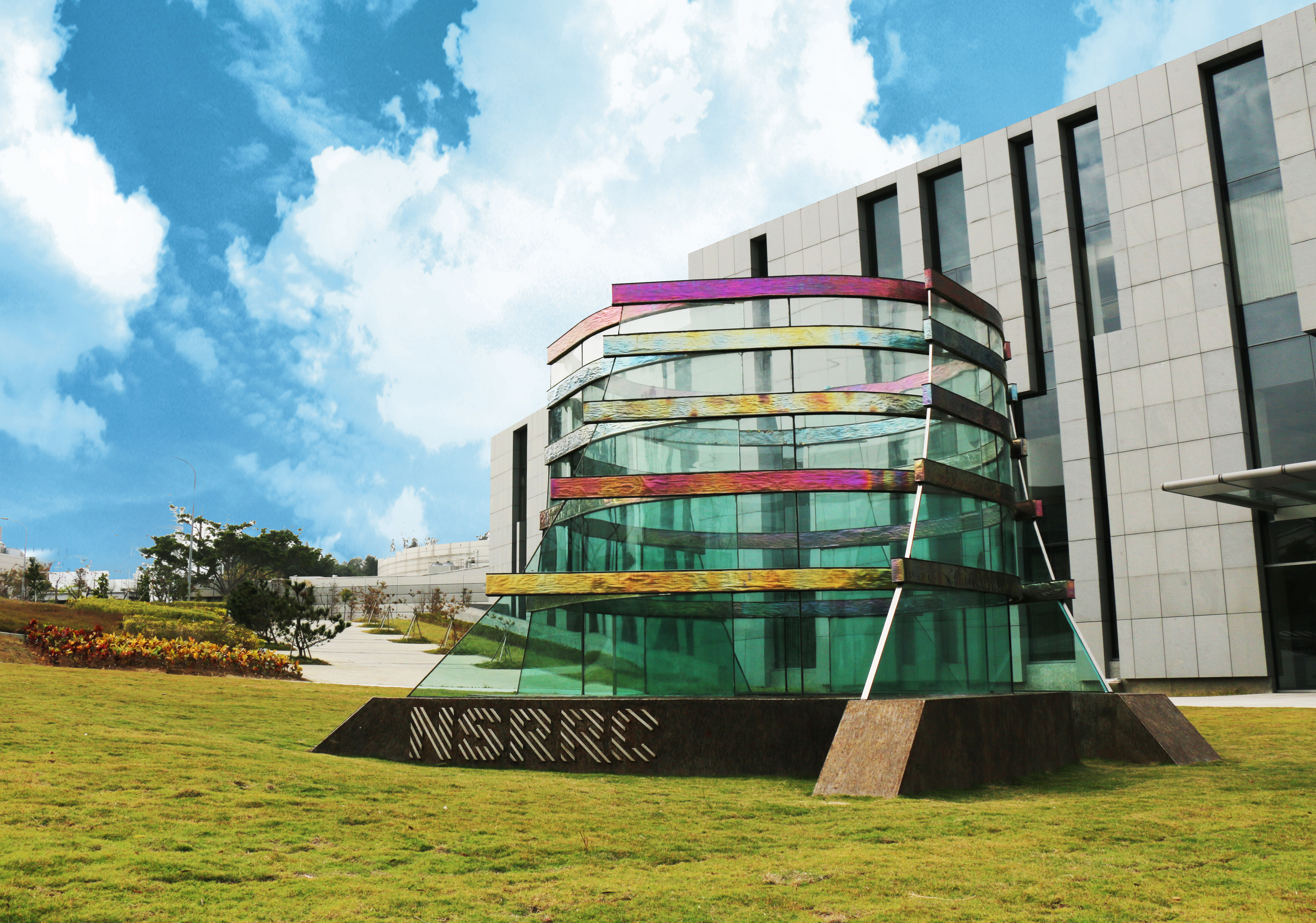
У входа в исследовательский центр NSRRC

В 1983 году организован центр исследований с помощью синхротронного излучения, SRRC с целью строительства 1.5 ГэВ синхротрона Taiwan Light Source, заработавший в 1993 году.
В 2007 году утверждён проект создания TPS стоимостью около $220M. В 2010 состоялось торжественное открытие стройки. В 2014 году захвачен пучок и получено излучение.